# Fernando Fragata
Fernando Fragata (* 1965 in Estoril; † 8. November 2024) war ein portugiesischer Filmregisseur.

## Werdegang
Fragata begann als Kameramann (Steadicam-Operator) für Werbefilme und Videoclips, dann zunehmend auch bei Filmarbeiten, u. a. für die Regisseure Joaquim Leitão, Ana Luisa Guimarães und Quirino Simões. 1995 wechselte er dann selbst ins Regiefach und drehte seinen ersten Kurzfilm, mit Diogo Infante in der Hauptrolle.
1998 erschien sein erster Kinofilm, Pesadelo Cor de Rosa, der ein Überraschungserfolg wurde. Der romantischen Action-Komödie mit Catarina Furtado und Diogo Infante folgte mit der selbstgeschriebenen Low-Budget-Produktion Sorte Nula ein unterhaltsamer Thriller mit schwarzem Humor und Spannung. Auch dieser Film, u. a. mit Helder Mendes, António Feio und Rui Unas, wurde erfolgreich.
Er drehte noch eine rasante und spannungsgeladene Actionkomödie für das Fernsehen (Pulsação Zero), dann veranlassten ihn seine Vorstellungen eines kommerziellen Kinos und dessen begrenzte Möglichkeiten in Portugal nach Hollywood zu gehen. Mit Joaquim de Almeida, Scott Bailey, Skyler Day (aus der Fernsehserie Gigantic) und Evelina Pereira (aus Freunde mit gewissen Vorzügen) drehte er mit Contraluz (Backlight) erneut einen erfolgreichen Kinofilm.
Seine beiden letzten Filme gehören zu den erfolgreichsten portugiesischen Filmen seit 2004 (Beginn der öffentlich geführten Box-Office-Statistiken durch das portugiesische Filminstitut ICA).
Fragata starb im Alter von 58 Jahren.

## Filmografie (Regie)
- 1992: Jornalouco (Fernsehserie)
- 1993: Cara Chapada (Fernsehserie)
- 1995: Amor & Alquimia (Kurzfilm)
- 1997: Um Sol Ideal
- 1998: Pesadelo Cor de Rosa
- 2002: Pulsação Zero
- 2004: Sorte Nula
- 2010: Contraluz